# Pultenaea daphnoides
Pultenaea daphnoides är en ärtväxtart som beskrevs av Wendl. Pultenaea daphnoides ingår i släktet Pultenaea och familjen ärtväxter. Inga underarter finns listade i Catalogue of Life.

## Bildgalleri

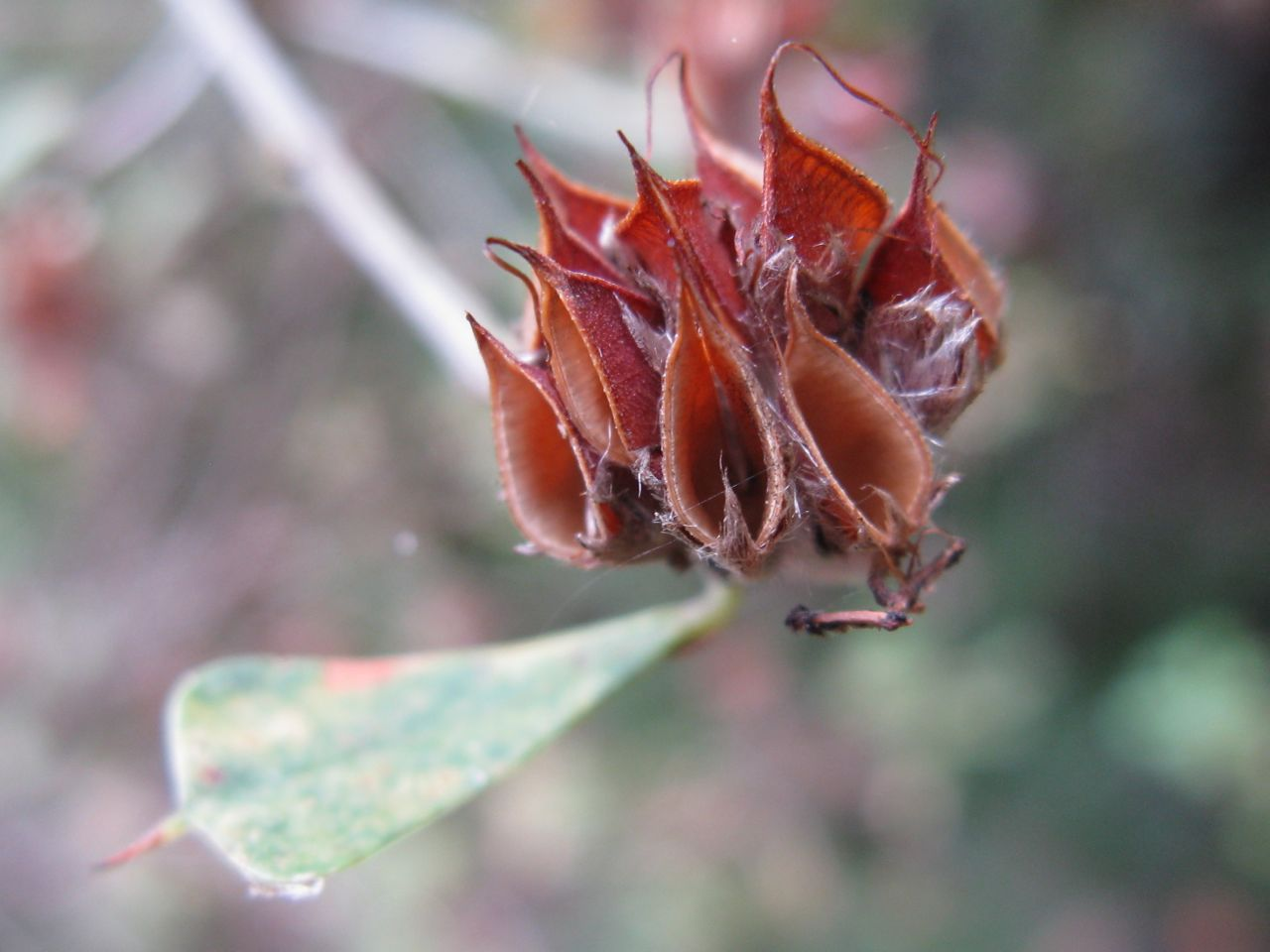